# Al Jahra (gouvernorat)
Pour les articles homonymes, voir Al Jahra (homonymie).
Al Jahra est un gouvernorat du Koweït, sa capitale est Al Jahra. En 2007, sa population était de 412 053 habitants.
Il est le plus grand gouvernorat du Koweït avec une superficie de 11 230 km² mais avec une densité de seulement 44 hab./km², ce qui en fait le moins densément peuplé, sa surface étant quasiment que du désert

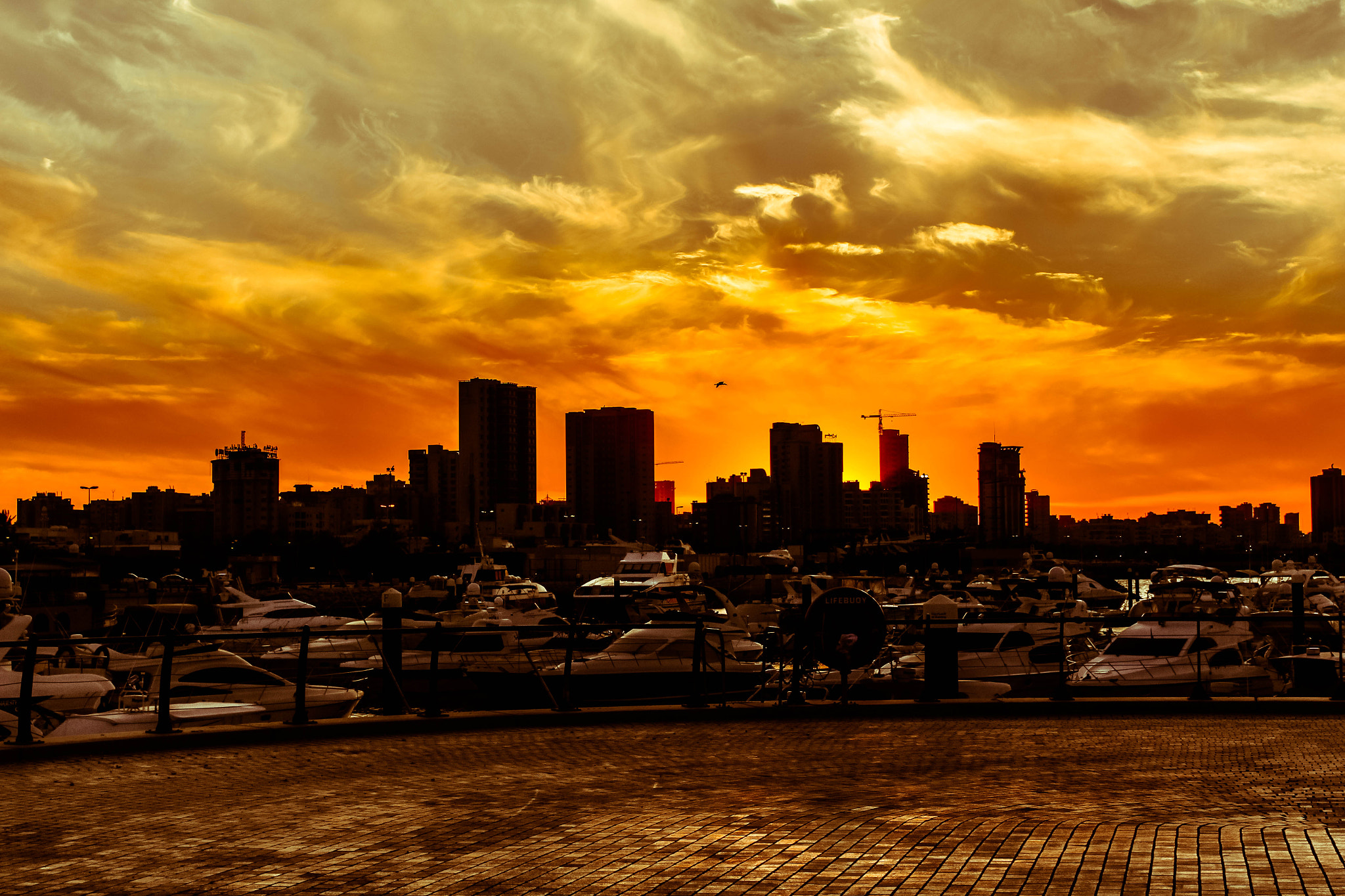
Coucher de soleil